# Kankuamos
Kankuamo, kankuaka, kankui o kankuané , "guardianes del equilibrio del mundo" es la manera como se conoce al pueblo amerindio de la familia chibcha en la región Caribe de Colombia. Si bien su idioma ha estado en peligros de extinción, esfuerzos se hacen para mantenerla viva entre sus pobladores contemporáneos.

## Territorio
El territorio Kankuamo fue reconocido legalmente mediante la resolución N.º 012 de 10 de abril de 2003, emitida por el antiguo Instituto Colombiano de la Reforma Agraria (INCORA), mediante la cual se constituyó el Resguardo indígena Kankuamo, con una extensión de 42.212 hectáreas. Está compuesto por doce comunidades: las cuales son Atánquez, Chemesquemena, Guatapurí, La Mina, Pontón, Las Flores, Los Haticos, Rancho de la Goya, Ramalito, Mojao, Río Seco y Murillo, ubicadas en la vertiente oriental de la Sierra Nevada de Santa Marta, entre los ríos Badillo y Guatapurí, en el departamento del Cesar.
Los indígenas Kankuamos viven al norte de Colombia y comparten la cultura y la tradición con los otros pueblos que habitan en la Sierra Nevada de Santa Marta, Kággabba Kogi, Iku Arhuaco y Wiwa Damana. Según la cosmogonía, cada uno de estos pueblos representan “una pata de la mesa”, conformada por la Sierra Nevada de Santa Marta, y estos son los guardianes del equilibrio del mundo.
«Los indígenas kankuamos habitamos desde tiempos milenarios el territorio sagrado de la Sierra Nevada de Santa Marta, y compartimos en este gran territorio, la ancestralidad y la cosmovisión  del mundo con los pueblos indígenas Kogui, Arhuaco y Wiwa. Los cuatro pueblos estamos llamados y comprometidos a la protección y a guardar el equilibrio natural  de la Sierra Nevada y las costumbre y tradiciones de los pueblos que habitamos en ella, por esto nuestra oralidad nos enseña que “los Kankuamos somos los guardianes de la Sierra y los otros tres pueblos: Kogui, Arhuaco y Wiwa representan los guardianes de la tradición”1. Según nuestra cosmovisión indígena, la Sierra Nevada de Santa Marta es considerada como una gran mesa, donde cada pueblo indígena que habitamos en este territorio es una pata  que mantiene el equilibrio y la armonía en la Sierra. Lo dicho antes posee una importante dimensión espiritual y ancestral ya que los mamos de los otros pueblos indígenas de la Sierra Nevada reconocen a los kankuamos como la pata faltante para el equilibrio de la Sierra: “miren ser kankuamo, eso es la pata que falta, y esa pata tenemos que restituirla”.»
Hoy día se ha puesto en marcha un modelo educativo propio que tiene por objetivo "Fortalecer una educación propia que garantice la integridad, la permanencia cultural y territorial del pueblo indígena Kankuamo".

## Población
El censo DANE de 2018 reportó 16 986 personas que se reconocen como pertenecientes al pueblo Kankuamo, el de 2005, 12.242, de las cuales el 48,62 % eran hombres (6182 personas) y el 51,38 % mujeres (6532 personas). La mayoría de los Kankuamo se concentra en el departamento del Cesar, en donde habita el 96,29 % de la población. Le sigue La Guajira con el 1,30 % (165 personas) y Bogotá con el 0,87 % (111 personas). Estos dos departamentos y la capital del país concentran el 98,46 % poblacional de este pueblo. Los Kankuamo representan el 0,91% de la población indígena de Colombia. La población Kankuama que habita en zonas urbanas corresponde al 19,87% (2.526 personas), cifra ligeramente inferior al promedio nacional de población indígena urbana que es del 21,43% (298.499 personas).

## Idioma
Los kankuamo hablaban el idioma kankui de la familia lingüística chibcha, pero actualmente solamente el 5,46% hablan esa lengua propia. Esfuerzos para recuperar la lengua y de la identidad cultural son paralelos a los procesos de otras comunidades indígenas de Colombia, aunque con graves dificultades debido a presiones de colonos y otras fuerzas que arrinconan siempre la unidad lingüística y tradicional del pueblo. Por último su lema en la tradición de los siglos ha sido: El mundo se kankuamizará tarde o temprano.

## Historia
Los indígenas kankuamos habitan desde tiempos remotos la Sierra Nevada de Santa Marta, comparten en este gran territorio, la historia ancestral y la cosmovisión del mundo con los pueblos indígenas Kogui, Arhuaco y Wiwa.
Los cuatro pueblos estamos comprometidos con guardar el equilibrio natural de la Sierra Nevada y la tradición de nuestros pueblos, por esto nuestra tradición oral nos dice que “los Kankuamos somos los guardianes de la Sierra y los otros tres pueblos: Kogui, Arhuaco y Wiwa representan los guardianes de la tradición”. Según la cosmovisión indígena, la Sierra Nevada es vista como una gran mesa, donde cada pueblo indígena es una pata; si llegase a faltar una se desequilibra la Sierra. Esta concepción posee una fuerte dimensión espiritual y ancestral, ya que los mamos de los otros pueblos indígenas de la Sierra Nevada reconocen a los kankuamos como la pata faltante para el equilibrio de la Sierra: “miren ser kankuamo, eso es la pata que falta, y esa pata tenemos que restituirla.
El mito de origen reconoce a los cuatro pueblos indígenas de la Sierra Nevada de Santa Marta: arhuaco, wiwa, kogui y kankuamo. Según la tradición, Serankua dejó cuatro cuidanderos y cuatro fincas, y en cada finca colocó a uno de estos pueblos, delegándoles la responsabilidad de cuidar la Sierra, de no destruirla ni agotar lo que existe en ella, ya que representa a la madre y al padre que alimentan a padres, hijos y nietos.
Con el proceso de colonización y aculturación, los kankuamos comenzaron a olvidar su compromiso de proteger la Sierra y de mantener sus tradiciones. Por esta razón, los mamos kankuamos entregaron su sabiduría y la máscara de oro utilizada en el baile de Cansamaria a los kogui, como forma de resistencia. Estos últimos se convirtieron en los guardianes de la tradición kankuama, la cual sería preservada y transmitida de mamo a mamo durante cinco generaciones. Solo entonces, según la tradición, el pueblo kankuamo renacería y volvería a surgir.

## Economía
La economía de los kankuamo se basa en la agricultura, producen yuca, ñame, guandú, maíz, plátano, hojas de coca, fique, arracacha, mochila, malanga. En las tierras altas siembran papa y cebollas. Con fines comerciales, se cultiva también café y se crían gallinas y cerdos. Las mujeres tejen mochilas.

## Sitio Web
Cabildo Indígena del Resguardo Kankuamo